# ISS-Expedition 3
ISS-Expedition 3 ist die Missionsbezeichnung für die dritte Langzeitbesatzung der Internationalen Raumstation. Die Mannschaft lebte und arbeitete vom 12. August bis zum 15. Dezember 2001 an Bord der ISS.

## Mannschaft
- Frank Lee Culbertson (3. Raumflug), ISS-Kommandant 17. August bis 12. Dezember 2001 (NASA/USA)
- Wladimir Nikolajewitsch Deschurow (2. Raumflug), Missionsspezialist (Roskosmos/Russland)
- Michail Wladislawowitsch Tjurin (1. Raumflug), Missionsspezialist (Roskosmos/Russland)

## Ersatzmannschaft
Die spätere Besatzung der ISS-Expedition 5:
- Waleri Grigorjewitsch Korsun, ISS-Kommandant (Roskosmos/Russland)
- Peggy Whitson, Bordingenieurin (NASA/USA)
- Sergei Jewgenjewitsch Treschtschow, Bordingenieur (Roskosmos/Russland)

## Missionsbeschreibung
Nach der Ankopplung der Discovery (Mission STS-105) an die Internationale Raumstation wurden zunächst die Übergabemodalitäten geregelt. Dazu gehörte auch der Austausch der Schalensitze in der Sojus-Rettungskapsel. Anschließend wurden die gelieferten Versorgungsgüter verstaut und die neuen Experimente eingebaut. Gleichzeitig wurden noch laufende Untersuchungen betreut. Zu den neuen Anlagen gehörten zwei Experimente zur Kristallisation von Proteinen (APCF, DCPCG), ein Komplex zur Erforschung des Zellwachstums (CBOSS) und ein hochauflösendes Kamerasystem (Dreamtime). Kurz nach dem Abkoppeln der Discovery wurde auch der unbemannte Frachter Progress M1-6 von der Station gelöst.
Bereits am 23. August dockte Progress M-45 mit 2,5 Tonnen Treibstoff, wissenschaftlichen Geräten, persönlichen Sachen der Stationsbesatzung, Nahrungsmitteln, Sauerstoff, Datenträgern, medizinischer Ausrüstung und Ersatzteilen für verschiedene Stationssysteme am hinteren Kopplungsaggregat der Station an.
Ende August wurden mehrere neue Experimente begonnen. So wurde ein Analysegerät für flüchtige organische Substanzen (Volatile Organic Analyzer) installiert. Damit wurden täglich Luftproben auf organische Kontaminationen untersucht. Außerdem begann eine Testreihe mit einem Medikament, das der Bildung von Nierensteinen vorbeugen soll (Experiment Renal Stone). Die Wirkung des Medikaments soll mit Urinproben untersucht werden. Die Videokamera Dreamtime lieferte hochauflösende Aufnahmen von Experimenten, Teilen der Erdoberfläche sowie den Einrichtungen und Arbeiten in der Station.
Mit CBOSS (Cellular Biotechnology Operations Support System) wurden Zellkulturexperimente in der Internationalen Raumstation durchgeführt. In einer ersten Versuchsserie wurden 32 Proben mit Nieren-, Eierstock- und Dickdarmzellen vermehrt. Unter ihnen befand sich auch eine Vielzahl von Krebszellen. In der Schwerelosigkeit wächst Krebsgewebe in drei Dimensionen ungehindert. Die Untersuchung der Zellkomplexe ermöglicht neue Erkenntnisse über das Wachstum von Krebszellen. Nach der Wachstumsphase bei konstant 36 °C wurden die Proben kurz analysiert, chemisch fixiert und anschließend eingefroren. CBOSS verfügt über eine ausgeklügelte Temperatursteuerung, eine Anlage zum Einfrieren der fertigen Proben, ein System zur Regulation der Gaszufuhr sowie einen Behälter zur Aufnahme von bis zu 48 Proben. Zur Züchtung von Proteinkristallen höchster Reinheit wurden die Advanced Protein Crystallisation Facility (APCF) sowie das Dynamic Controlled Protein Crystal Growth Experiment (DCPCG, beide in Express-Rack 1) genutzt. Beide Anlagen können von Wissenschaftlern von der Erde aus überwacht und gesteuert werden. Im September begannen die Untersuchungen zur Lungenfunktion. Dabei wurden die Atemgase unter Belastung analysiert (Gas Analyzer System for Metabolic Analysis Physiology = GASMAP) und das Lungenvolumen gemessen. Während der ISS-3-Mission waren fünf Testserien geplant.

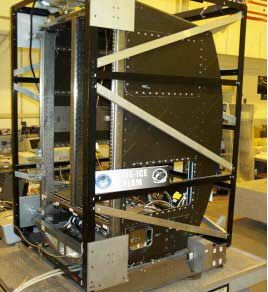
Schwingungsdämpfungssystem ARIS

Beim Schwingungsdämpfungsexperiment ARIS kam erstmals die Shaker-Unit zum Einsatz. Mit ihr wurden hochfrequente Vibrationen in allen Dimensionen erzeugt. Sie wurde zudem an verschiedenen Stellen der ARIS-Plattform befestigt. ARIS versuchte dann, mit Hilfe von Schwingungsdämpfern, diese Vibrationen zu mindern. Viele Experimente reagieren sehr empfindlich auf kurzzeitige Beschleunigungen. In Zukunft sollen derartige Störungen vermieden werden. Deshalb wird an schwingungsdämpfenden Systemen wie ARIS gearbeitet.
Fortgeführt wurden Experimente zur Physik von Flüssigkeits-Partikel-Gemischen (EXPPCS), zur Messung der Beschleunigungen innerhalb der Station bei Bahnmanövern (MAMS, SAMS), zur Ermittlung der Strahlenbelastung (BBND), zur Interaktion zwischen Raumfahrern und Bodenpersonal (Interactions) zur Veränderung von Reflexen (Hoffman Reflex Experiment) sowie zur Erdbeobachtung (Crew Earth Observation). Beobachtungsziele waren z. B. Eis und Schnee in den Rocky Mountains und den Anden, Buschfeuer in Südafrika, Umweltbelastungen über Europa und den USA, Auswirkungen landwirtschaftlicher Aktivitäten im nahen Osten sowie Flussläufe in Asien, Afrika und Südamerika. Ebenfalls beobachtet wurden die Auswirkungen eines Taifuns über Japan und die Terroranschläge am 11. September 2001 in den USA.
Im August und September waren zunächst nur kleinere Wartungsarbeiten erforderlich. So wurden turnusmäßig Rauchdetektoren gewechselt. Außerdem wurden Reparaturen an einem Stromkonverter, am Laufband, am Klimasystem, einem Videorekorder sowie der Sauerstoffversorgung durchgeführt. Im Express-Rack 2 wurde ein Software-Update notwendig, da es Probleme beim Booten der Systeme gab. Deshalb mussten mehrere Experimente für einige Tage abgeschaltet werden.
Mitte September wurde die Lagekontrolle probeweise an den russischen Teil der Station übergeben. Der Test verlief erfolgreich. Am 17. September dockte das Ausstiegs- und Kopplungsmodul Pirs am unteren Stutzen des Wohn- und Steuermoduls Swesda an. Es war mit einem modifizierten Progress-Transporter am 14. September gestartet worden. Wenige Stunden nach der Kopplung betraten die Mitglieder der ISS-Besatzung das Modul, aktivierten Belüftung und Beleuchtung und entluden die zusätzlich im Innenraum verstaute Fracht. Dazu gehörten wissenschaftliche und technische Ausrüstungen, Sanitärmaterial, Datenträger und Ersatzteile, insgesamt etwa 800 kg. Später wurden außerdem 870 kg Treibstoff in die Tanks von Sarja gepumpt. Des Weiteren wurde der Führungskonus des Kopplungssystems demontiert und die Software des Computers im Modul aktualisiert. Das Antriebsteil wurde am 26. September abgestoßen und verglühte in der Erdatmosphäre.
Andere Arbeiten waren die Neuorientierung der Station nach dem Sonnenstand, um die Solarzellen optimal ausrichten zu können sowie die Aufzeichnung eines Ausstoßes von 19 Litern Brauchwasser mit den Kameras des kanadischen Manipulatorarms. Hierbei sollte festgestellt werden, inwieweit derartige Abfallentsorgung Schaden an der Station anrichten kann.
Auch im Oktober wurden die wissenschaftlichen Experimente fortgeführt. Mit Experiment on Physics of Colloids in Space (EXPPCS) erfolgten Tests an einem Colloid-Polymer-Gel und einer Colloid-Glas-Probe. Beim Erstarren werden die Strukturen, welche die Partikel in der Schwerelosigkeit einnehmen, fixiert und können später eingehender untersucht werden. Das Erstarren kann unter den Bedingungen der Mikrogravitation mehrere Tage dauern. Die Colloide bestanden dabei entweder aus einem großen Teilchen mit 6 kleineren ringsum oder aus einem größeren Partikel mit 13 umgebenden kleineren. Die Vibrationsdämpfungseinheit ARIS wurde mit dem Hammertest auf eine harte Probe gestellt. Bisher wurde die Dämpfung von Schwingungen im Bereich unter 1 Hz und zwischen 30 und 300 Hz untersucht. Ab März 2002 wurde ARIS operationell eingesetzt. Nach einem Umbau erneut aktiviert wurde EarthKAM, ein Kamerasystem, mit dem amerikanische Schüler vom Boden aus arbeiten konnten. Die Bilder wurden danach im Internet veröffentlicht. Mit der Human Research Facility HRF wurden Lungenfunktionstests durchgeführt. Dies geschah vor allem im Hinblick auf die bevorstehenden Außenbordarbeiten.
Diese begannen am 8. Oktober (Deschurow, Tjurin für 4:58 h). Dabei wurde zunächst ein Telemetrie- und Datenkabel zwischen Swesda und Pirs gezogen. Es dient vor allem der Kommunikation der Bodenstation mit den Weltraumarbeitern und der Überwachung ihrer Lebensfunktionen. Danach wurden Haltegitter, eine Leiter und der Kranmast Strela montiert. Es folgten eine Zielmarke und eine Navigationsantenne für das automatische Kopplungssystem. Ein Test der Stabilität des Kranarms musste aus Zeitgründen zunächst entfallen. Beim zweiten Ausstieg (Deschurow, Tjurin) am 15. Oktober (5:52 h) wurden drei wissenschaftliche Experimente an der Außenhaut von Swesda montiert.
Mit Kromka werden Partikel gesammelt, die sich von den Triebwerken des Moduls Swesda lösen. Deren Analyse soll später zur Konstruktion besserer Antriebssysteme führen. Die NASDA-Experimente MPC (Micro Particles Capturer) und SEED (Space Environment Exposure Device) dienen zum einen dem Sammeln von natürlichen Mikrometeoriten und durch die Raumfahrt verursachten Staubpartikeln und sollen zum anderen verschiedene Materialien unter den harten Umweltbedingungen des Weltraums testen. Zu diesen Materialien gehören unter anderem Farbstoffe, Isolationsmaterialien und feste Schmierstoffe.
Weitere Experimente im Rahmen eines internationalen Forschungsprogramms unter russischer Leitung betrafen die Untersuchung der Herzaktivität bei sportlicher Belastung (Experiment Cardio-ODTN), die Erforschung gesundheitlich bedeutsamer Veränderungen im Mundraum (Paradont), Veränderungen im Flüssigkeits- und Elektrolyt-Stoffwechsel (Diurez), die Erprobung von Therapien gegen Muskel- und Knochenabbau in der Schwerelosigkeit (Profilaktika), Volumenbestimmung intra- und interzellulärer Körperflüssigkeiten (Sprut-MBI), die Entwicklung einer Echtzeit-Vorhersagemethode sowie genaue Messungen der Strahlenbelastung (Prognoz, Bradoz und Poligen), die Effizienz von Medikamenten in der Schwerelosigkeit (Farma), die Erprobung boden- und weltraumgestützter Systeme zur Vorhersage natürlicher oder vom Menschen verursachter Katastrophen auf der Erde (Uragan), das Aufspüren bioproduktiver Zonen in den Ozeanen (Diatomeya), die Ermittlung struktureller Belastungen der Station bei Kopplungsmanövern, Kurskorrekturen, sportlichen Aktivitäten und Außenbordarbeiten (Identifikatsija) und die Erprobung neuer Techniken, die Bewegungscharakteristik der ISS genauer zu bestimmen (Tenzor und Vektor T).
Die Qualität der Mikrogravitation an Bord wurde beim Experiment Izgib untersucht, während sich Priviatzka mit Formveränderungen der Station befasste. Bei Iskazhenije waren magnetische Interferenzen und ihre möglichen Auswirkungen auf die Durchführung von Experimenten sowie die Orientierung am Erdmagnetfeld Untersuchungsgegenstand. Ziel von Skorpion ist die Entwicklung eines verbesserten Systems zur Erfassung von Umweltparametern. Dazu gehören Mikrogravitation, elektromagnetische Felder, Teilchenstrahlung sowie klimatische Bedingungen. Für viele Experimente ist es wichtig, die genauen Umweltbedingungen zu kennen, um die erreichten Resultate richtig bewerten zu können. Mit dem Experimentierkomplex CPCF 2 wurden Proteinkristalle hoher Reinheit hergestellt (Glikoproteid und Mimetik K). An der Außenseite des Moduls Swesda befinden sich Detektoren, durch welche sich die Häufigkeit und Beschaffenheit von Mikrometeoriten mit Durchmessern von 10 bis 60 µm erfassen lassen. Ziel des Experiments Meteoroid ist eine Vorhersage der zu erwartenden Erosion der Außenhaut des Service Moduls in den kommenden Jahren. Mit dem Global Time System der ESA wurde ein Verfahren erprobt, bei dem die Zeitsignale zur Synchronisation von Uhren aus der Internationalen Raumstation kommen. Sie werden auf Frequenzen im Bereich von 400 MHz und 1,5 GHz ausgestrahlt. Schließlich wurde im Auftrag der japanischen Raumfahrtagentur eine hochauflösende Videokamera getestet.
Am 19. Oktober stiegen die drei Raumfahrer in ihr Sojus-Raumschiff, koppelten ab und legten 16 Minuten später am neuen Modul Pirs wieder an. Damit wurde nicht nur das Kopplungsaggregat getestet. Wenn das Ersatzraumschiff am Sarja-Modul angedockt ist, kann der dritte Mann während eines Ausstieges in der Station bleiben, da die Rettungskapsel dann auch im Falle einer Enthermetisierung des Kopplungsmoduls für ihn erreichbar bleibt. Am 23. Oktober koppelte das zwei Tage zuvor gestartete Raumschiff Sojus TM-33 am unteren Stutzen von Sarja an. Beide Besatzungen führten gemeinsame Arbeiten aus. Dazu gehörten zwölf wissenschaftliche Experimente auf den Gebieten Biomedizin, Biotechnologie, Geologie und Technik. Die Gastbesatzung kehrte am 31. Oktober mit dem Raumschiff Sojus TM-32 zur Erde zurück.

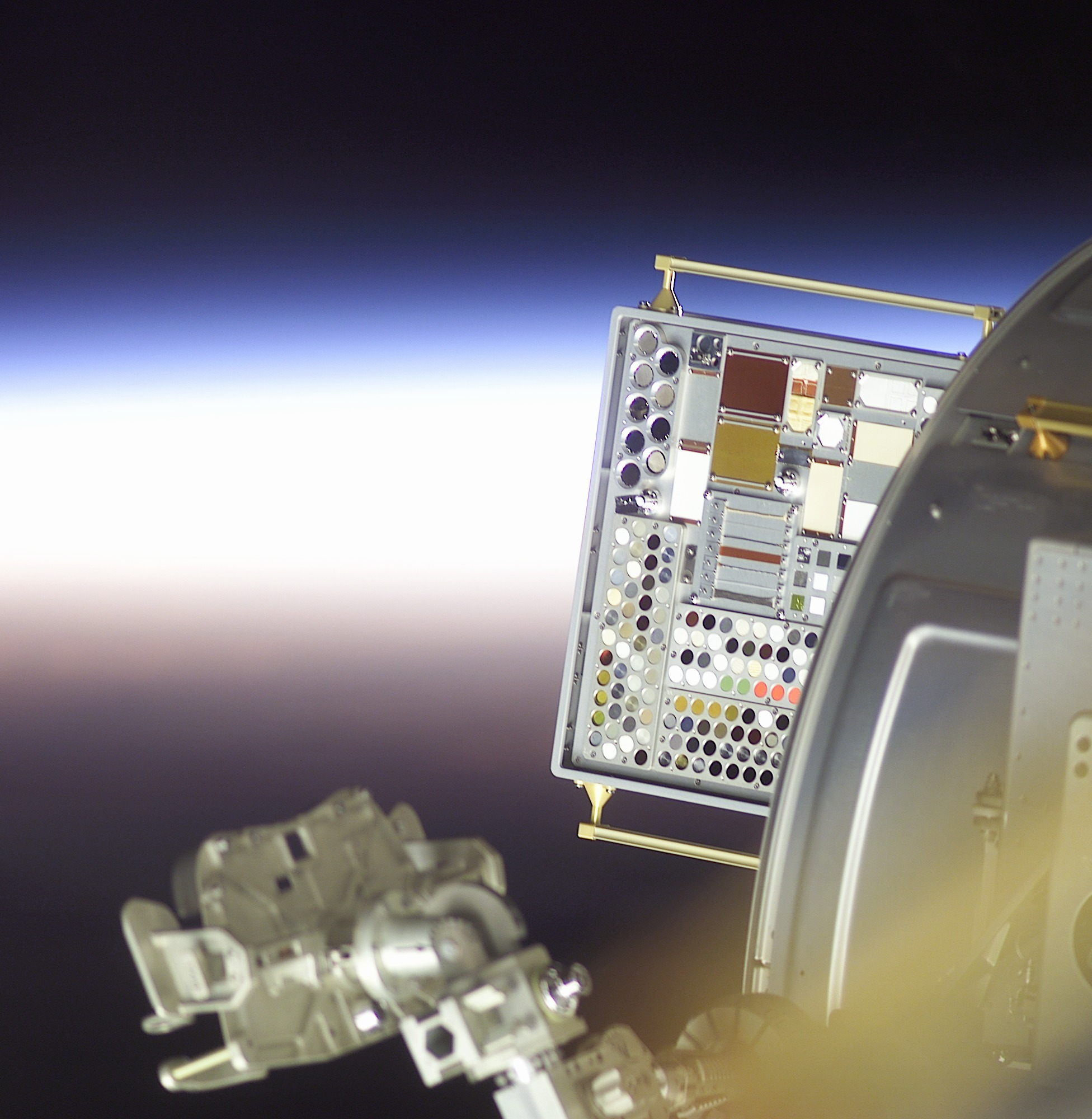
MISSE

Die folgenden Wochen waren erneut mit Montage-, Wartungs- und Forschungsarbeiten gefüllt. So lieferte EXPPCS weitere Daten über das Verhalten von Colloiden in der Schwerelosigkeit. Das Experiment läuft weitgehend automatisch ab. Dabei lässt sich die Verteilung der Partikelcluster in der langsam erstarrenden Flüssigkeit mit einem Laser aus verschiedenen Winkeln beleuchten. Damit können eventuell auftretende Strukturen besser erkannt werden. Ebenfalls automatisch liefen Experimente zur Herstellung von Proteinkristallen (APCF, DCPCG), Materialforschungen (MISSE) und Messungen der Mikrogravitation (SAMS, MAMS) ab. Die Crew war währenddessen mit Fragebögen zur Interaktion mit der Bodenstation, medizinischen Untersuchungen (Lungenfunktion, Hoffman-Reflex) und Erdbeobachtungen beschäftigt. Beobachtungsziele waren beispielsweise nordamerikanische Städte (Cleveland, Detroit, Pittsburg, Washington), Korallenriffe (Samoa, Malaysia) und Gebirgsketten (Appalachen, Anden). Mehrmals mussten kleinere Reparaturen am experimentellen Dämpfungssystem ARIS (Active Rack Isolation System) durchgeführt werden. Mittlerweile wurde auch die Steuersoftware den ersten Erkenntnissen angepasst. So hat man herausgefunden, dass Vibrationen teilweise über im Boden verlegte Stromkabel übertragen werden.

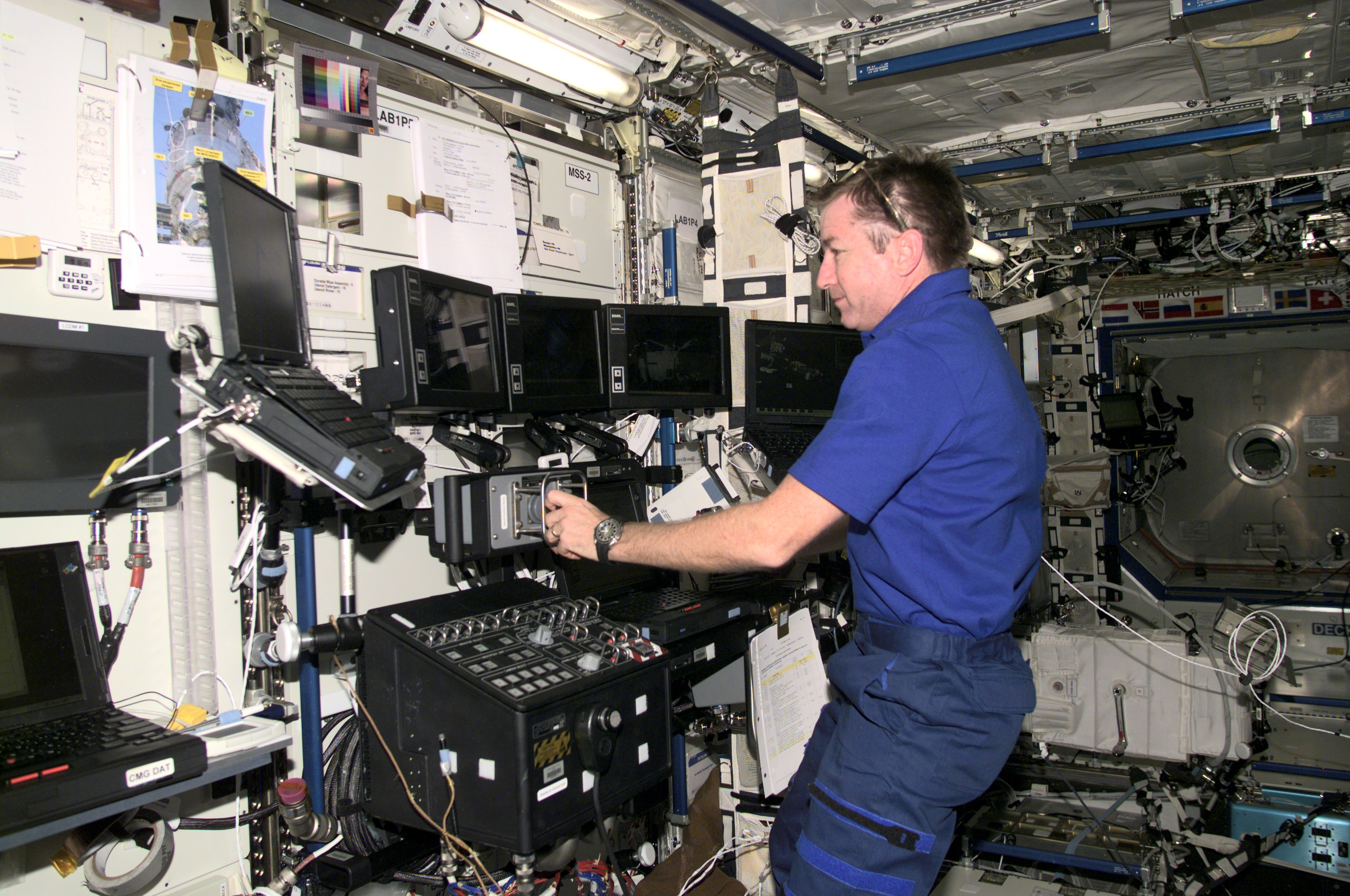
Steuerung des kanadischen Manipulatorarms

Am 12. November arbeiteten Deshurow und Culbertson fünf Stunden und vier Minuten außenbords. Sie montierten sieben Telemetriekabel des automatischen Kopplungssystems Kurs, beendeten die Montage des Gitterkrans Strela und inspizierten ein nicht exakt ausgeklapptes Solarzellenpaneel am Swesda-Modul. Michael Tjurin bediente derweil den Manipulator der Station, um das Arbeitsfeld zu beleuchten und eine Videoübertragung der Montagearbeiten zur Bodenstation zu ermöglichen.
Ab Mitte November wurden Vorbereitungen zum Schichtwechsel getroffen. Unter anderem wurden der Bio Technology Refrigerator von Express-Rack 1 und ein Experiment zur Messung der Mikrogravitation (MAMS) von Rack 2 in Rack 4 verlegt. Außerdem wurde Progress M-45 mit Abfällen und nicht mehr benötigten Materialien gefüllt und am 22. November von der Station abgekoppelt. Vier Tage später startete mit Progress M1-7 ein neuer Transporter, der am 28. November am Heck der Station ankoppelte. Aufgrund eines Dichtgummirestes im Verschlussmechanismus des Kopplungssystems konnte aber zunächst keine feste Verbindung zwischen dem Transportraumschiff und der Station etabliert werden. Deshalb stiegen die Kosmonauten Deschurow und Tjurin am 3. Dezember (2:46 h) erneut aus, um den Fremdkörper zu entfernen. Der Start der Raumfähre Endeavour mit der neuen Stammbesatzung wurde aus diesem Grunde auch um einige Tage verschoben, bis das Problem gelöst war. Er erfolgte am 5. Dezember.
Nach der Ankopplung der Endeavour und der obligatorischen Begrüßungszeremonie wurden zunächst Ausrüstungsgüter aus dem Space Shuttle in die Station gebracht. Danach fand die offizielle Übergabe an die neue Stammbesatzung statt. Die folgenden Tage waren mit den Vorbereitungen auf die Rückkehr zur Erde angefüllt. Nach der Landung fanden medizinische Untersuchungen u. a. zur Blutdruckregulation durch den Venen-Arterien-Reflex (Experiment Xenon 1) statt. In der Schwerelosigkeit ist dieser Reflex, bei dem sich kleinere Blutgefäße in Haut- und Muskelgewebe zur Aufrechterhaltung des Blutdrucks kurzzeitig zusammenziehen, vermindert (orthostatische Intoleranz). Weitere Untersuchungen galten dem Gleichgewichtssinn sowie dem Knochen- und Muskelabbau.